# Tsutomu Adachi
Tsutomu Adachi (あだち 勉 of 安達 勉, Adachi Tsutomu, Isesaki, 1 augustus 1947 — onbekend, 18 juni 2004) was een Japans mangaka en de oudere broer van Mitsuru Adachi.
Adachi was een assistent van Fujio Akatsuka en stond bekend als een van diens protegés. Volgens zijn jongere broer zijn Adachi's belangrijkste werken Jitsuroku Adachi Mitsuru Monogatari, Nigun no Hoshi Hanpa-kun (een humoristische strip gepubliceerd in het educatieve tijdschrift Juichi Course, uitgegeven door Gakken) en Tamagawa-kun.
Adachi maakte zijn tekendebuut tijdens zijn tweede jaar in de middelbare school. Later verhuisde hij naar Tokio. Hij won de eerste Weekly Shonen Jump Nieuwkomersprijs in 1968.
Adachi oefende een grote invloed uit op de mangaka carrière van zijn jongere broer Mitsuru. Hij beschreef zijn broer als de "nieuwe ster van de humoristische manga" en moedigde hem aan om hun geboortedorp te verlaten om de wereld te verkennen. Mitsuru Adachi stelt dat hij nooit zou zijn geworden wie hij is zonder zijn broer.
Op 18 juni 2004 overleed Adachi aan maagkanker.

## Oeuvre
- Jitsuroku Adachi Mitsuru Monogatari (het verhaal van het succes van zijn broer, uitg. door Shogakukan)
- Nigun no Hoshi Hanpa-kun (uitg. door Gakken)
- Tamagawa-kun

- Bibliotheek van het Japanse parlement: 00138714
- Virtual International Authority File: 251997386